# مونوترپن

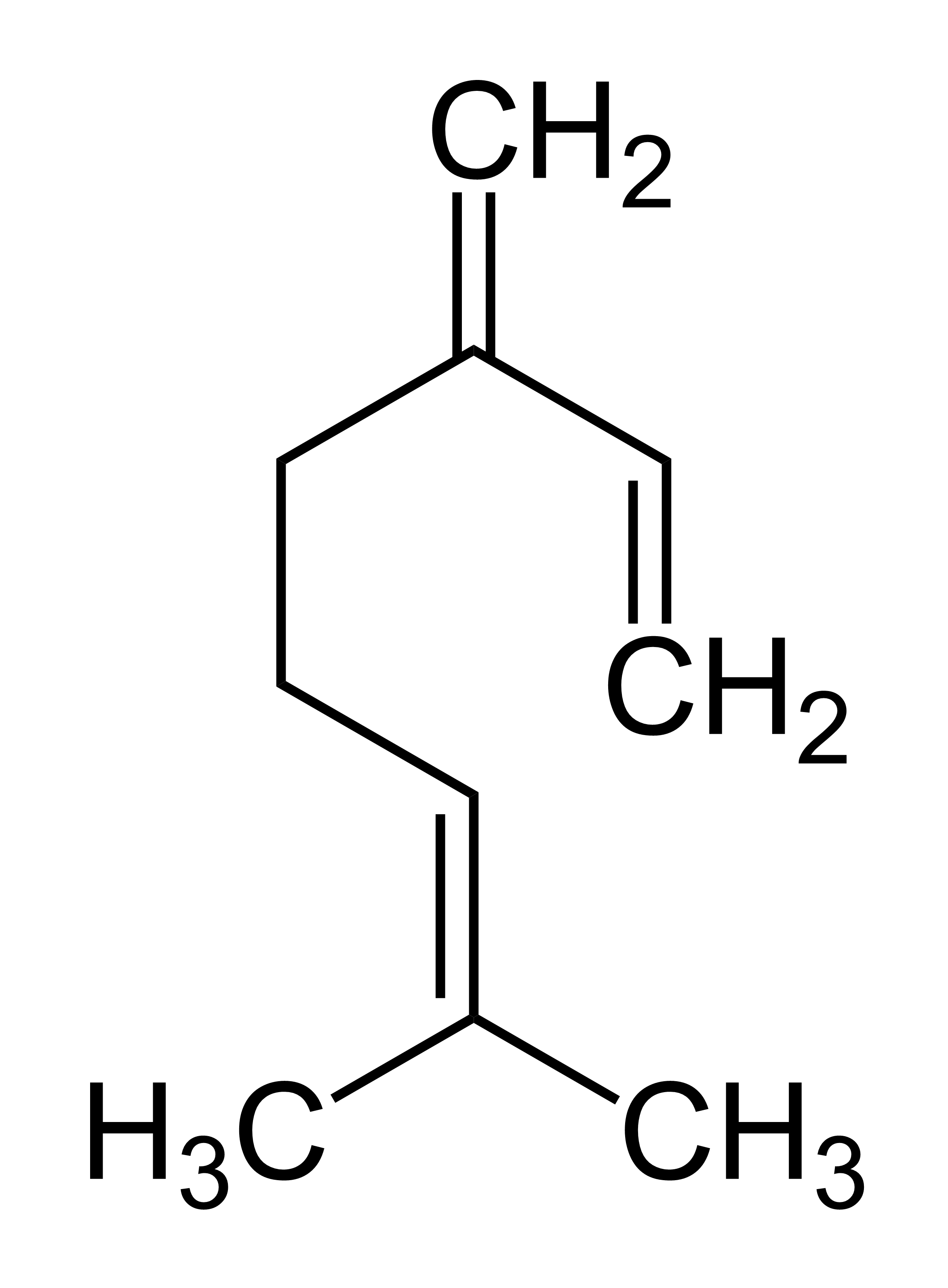
میرسن, نوعی منوترپن

مونوترپن (به انگلیسی: Monoterpene) نوعی ترپن است. ترپن‌ها دسته‌ای از مواد آلی هستند که در طبیعت گستردگی فراوانی دارند. اکثراً در گیاهان به عنوان جز اصلی اسانس‌ها می‌باشند. هیدروکربن‌های ترپنی فرمول مولکولی C5H8)n) دارند. منوترپن نوعی ترپن است که از ۲ واحد ایزوپرن تشکیل شده‌است و فرمول مولکولی آن C10H16 می‌باشد. مونوترپن الکل به عنوان گرانیول (Geraniol) شناخته می‌شود. پیشوند گرانیل (geranyl-) نمایانگر ۲ واحد ایزوپرن است.میرسن یک مونوترپن است که از اسانس درخت غار استخراج می‌شود.
یکی از رایج‌ترین مونوترپن‌های شناخته شده لیمونین است که در پوسته مرکبات مثل پرتقال و برگ و تنه درختان مثل کاج موجود است. نام آیوپاک آن متیل-۴ایزوپروپنیل-سیکلوهگزن است. لیمونین یک مایع شفاف است و از دو واحد ایزوپرن ساخته شده‌است. مطالعات نشان داده‌اند که خاصیت ضد سرطان دارد. لیمونین شامل یک سری آنزیم‌های زیستی است که دفع‌کننده سرطان‌ها هستند. بوی درخت کاج نمونه‌ای از l-limonen و بوی پرتقال نمونه‌ای از d-limonen می‌باشد.
مونوترپن‌ها می‌توانند خطی، یک حلقه‌ای یا دو حلقه‌ای باشند. مونوترپن‌های اکسیژن دار نیز می‌توانند به فرمهای الکلی، کتونی، آلدئیدی و غیره باشند.